# Septembrie 2014
Acest articol este generat integral pe baza informațiilor din articolul 2014 și este actualizat periodic de un robot.
 Editările făcute în articol vor fi șterse la următoarea actualizare! Dacă doriți să faceți modificări, editați articolul-sursă.

ianuarie -
februarie -
martie -
aprilie -
mai -
iunie -
iulie -
august -
septembrie -
octombrie -
noiembrie -
decembrie
Septembrie 2014 a fost a noua lună a anului și a început într-o zi de luni.

## Evenimente

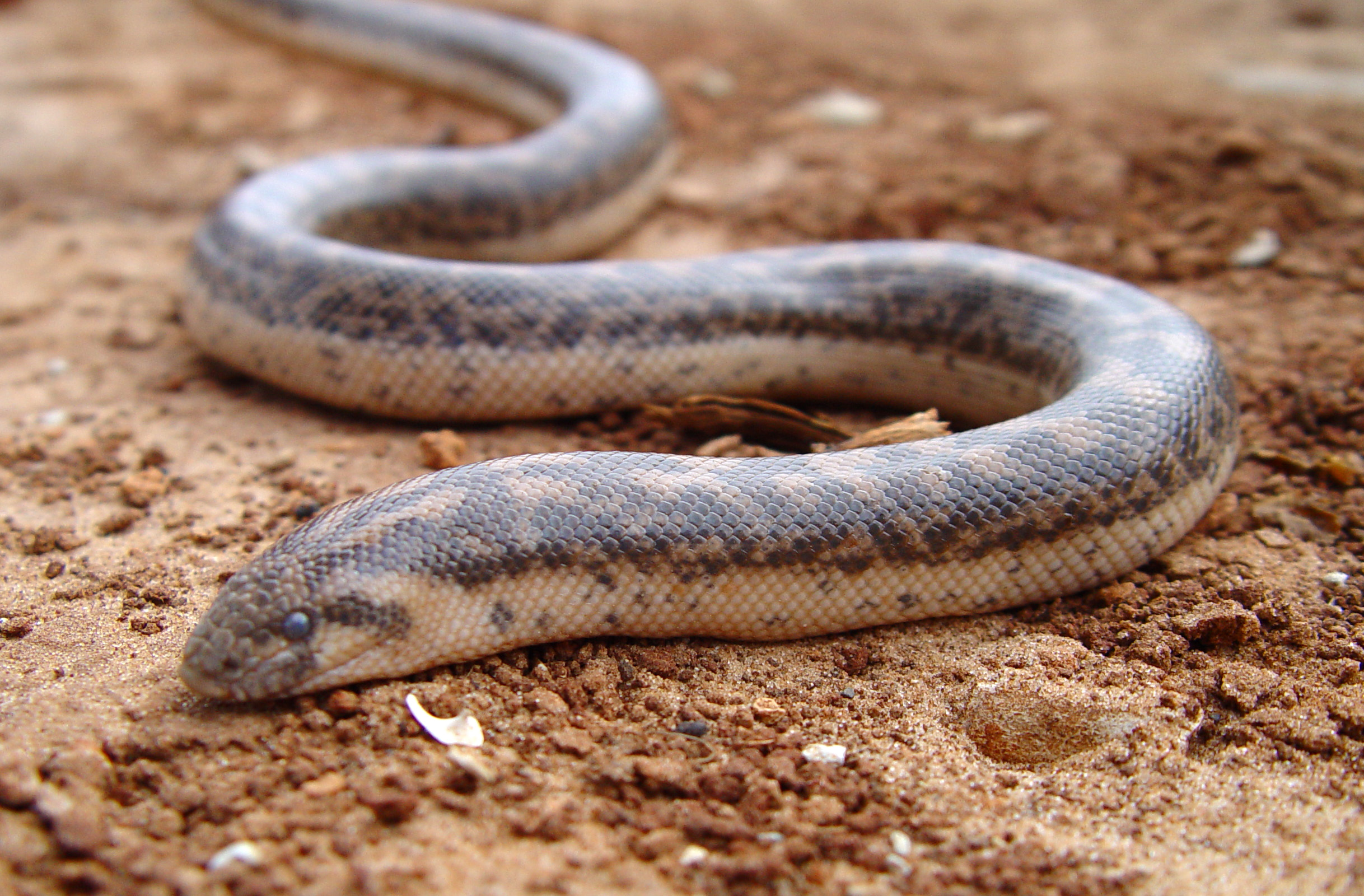
15 septembrie: Societatea Ornitologică Română anunță că o populație de boa de nisip (Eryx jaculus) a fost descoperită recent în Lunca Dunării, după 80 de ani de când această specie nu a mai fost văzută în viață în România.

- 5 septembrie: Guvernul din Ucraina și rebelii pro-ruși au ajuns la un acord pentru încetarea focului în estul țării.
- 8 septembrie: Marin Čilić din Croația îl învinge pe japonezul Kei Nishikori în finala de simplu masculin de la US Open. Este prima victorie într-un turneu de Grand Slam pentru Čilić și este pentru prima dată din 1998 când au existat opt câștigători diferiți ale marilor finale de simplu Grand Slam.
- 14 septembrie: Alegerile generale din Suedia au fost câștigate cu 31,01% de Partidul Social Democrat Suedez. Partidul Moderat a obținut 23,33% din voturi și Democrații Suedezi 12,86%.
- 15 septembrie: Societatea Ornitologică Română anunță că o populație de boa de nisip (Eryx jaculus) a fost descoperită recent în Lunca Dunării, după 80 de ani de când această specie nu a mai fost văzută în viață în România.[1]
- 15-23 septembrie: La Amman se desfășoară a treisprezecea sesiune plenară a Comisiei Mixte de Dialog Teologic Catolic-Ortodox.
- 18 septembrie: Telescopul Hubble a descoperit o gaură neagră supermasivă în cea mai mică galaxie identificată până acum (galaxia pitică M60-UCD1).
- 18 septembrie: Scoția a votat împotriva independenței de Marea Britanie - referendumul pentru independența Scoției - 55,3% dintre votanți au spus "Nu" la întrebarea Ar trebui ca Scoția să fie o țară independentă? față de 44,7% care au spus "Da".
- 19 septembrie: Franța a lansat primele sale lovituri aeriene în nord-estul Irakului, distrugând "un depozit logistic" al jihadiștilor din Statul Islamic (IS).
- 22 septembrie: Vehiculul spațial american MAVEN, prima sondă a cărei misiune este să descopere misterul dispariției unei mari părți a atmosferei planetei Marte într-un trecut îndepărtat, a reușit să se înscrie pe orbita planetei roșii.
- 23 septembrie: O coaliție condusă de Statele Unite lansează raiduri în Siria asupra pozițiilor grupărilor Statul Islamic și al-Qaida.
- 23 septembrie: Conform bilanțului ONU prezentat la Geneva în fața Consiliului Națiunilor Unite pentru Drepturile Omului, conflictul din Ucraina a făcut 3.245 de morți.
- 27 septembrie: Bilanțul oficial al deceselor de la izbucnirea virusului Ebola ajunge la 3.000 anunță Organizația Mondială a Sănătății care avertizează că cifrele oficiale "subestimează cu mult amploarea reală a epidemiei".[2]

## Decese
- 1 septembrie: Elena Varzi, 87 ani, actriță italiană (n. 1926)
- 4 septembrie: Joan Rivers, 81 ani, comediană, actriță, scriitoare, producătoare și gazdă de televiziune americană (n. 1933)
- 7 septembrie: Yoshiko Yamaguchi, 94 ani, actriță și cântăreață japoneză (n. 1920)
- 9 septembrie: Graham Joyce, 59 ani, scriitor britanic (n. 1954)
- 12 septembrie: Mizzi Locker, 97 ani, solistă de operă, israeliană (n. 1917)
- 12 septembrie: Ian Paisley (n. Ian Richard Kyle Paisley), 88 ani, politician nord-irlandez, membru al Parlamentului European (n. 1926)
- 15 septembrie: Peggy Fenner, 91 ani, politiciană britanică (n. 1922)
- 15 septembrie: Nicolae Romanov, Prinț al Rusiei, 91 ani (n. 1922)
- 20 septembrie: Polly Bergen (n. Nellie Paulina Burgin), 84 ani, actriță americană (n. 1930)
- 21 septembrie: Nicolai Pomohaci, 83 ani, oenolog român (n. 1930)
- 24 septembrie: Vladimir Kadyshevsky, 77 ani, fizician rus (n. 1937)
- 24 septembrie: Ana María Matute Ausejo, scriitoare spaniolă (n. 1925)
- 25 septembrie: Pedro Aparicio Sánchez, 71 ani, politician spaniol (n. 1942)
- 27 septembrie: Nicolae Angelescu, 82 ani, medic român (n. 1931)
- 28 septembrie: Dannie Abse (n. Daniel Abse), 91 ani, poet britanic (n. 1923)
- 28 septembrie: Ieke van den Burg, 62 ani, politiciană neerlandeză (n. 1952)
- 28 septembrie: Nicolae Mihail Corneanu, 90 ani, mitropolit ortodox al Banatului (n. 1923)
- 28 septembrie: Sheila Faith, 86 ani, politiciană britanică (n. 1928)
- 30 septembrie: Julian Kawalec, 97 ani, scriitor polonez (n. 1916)